# 清朝吏部尚书列表
下表列出清朝吏部尚书：

## 吏部满尚书
| 序号 | 姓名     | 旗籍       | 上任时间                                  | 任前职务               | 卸任时间                                  | 卸任原因         |
| ---- | -------- | ---------- | ----------------------------------------- | ---------------------- | ----------------------------------------- | ---------------- |
| 1    | 鞏阿岱   | 宗室       | 顺治元年 （1644年）                       |                        | 顺治四年 （1647年）                       |                  |
| 2    | 譚拜     | 滿洲正白旗 | 順治四年四月乙亥 （1647年5月8日）         | 兵部尚書               | 順治七年三月 （1650年）                   | 去世             |
| 3    | 韓岱     | 宗室       | 順治七年十二月乙巳 （1651年1月17日）      |                        | 順治八年二月庚子 （1651年3月13日）        | 刑部尚書         |
| 4    | 譚泰     | 滿洲正黃旗 | 順治七年十二月乙巳 （1651年1月17日）      | 固山額真               | 順治八年八月壬戌 （1651年10月1日）        | 附多爾袞，死     |
| 5    | 陳泰     | 滿洲鑲黃旗 | 順治八年二月庚子 （1651年3月13日）        | 刑部尚書               | 順治八年三月己丑 （1651年5月1日）         | 遷國史院學士     |
| 6    | 朱瑪喇   | 滿洲       | 順治八年三月己丑 （1651年5月1日）         | 兵部左侍郎             | 順治十年十一月乙卯 （1654年1月11日）      | 革               |
| 7    | 卓羅     | 滿洲正白旗 | 順治八年九月丙戌 （1651年10月25日）       | 固山                   | 順治九年 （1652年）                       | 出征，授靖南將軍 |
| 8    | 韓岱     | 宗室       | 順治九年四月乙卯 （1652年5月21日）        | 刑部尚書               | 順治十一年十月乙丑 （1654年11月17日）     | 革               |
| 署理 | 卓羅     | 滿洲正白旗 | 順治十一年十月乙丑 （1654年11月17日）     | 固山                   | 順治十一年十一月丁亥 （1654年12月9日）    |                  |
| 9    | 陳泰     | 滿洲鑲黃旗 | 順治十一年十一月丁亥 （1654年12月9日）    | 鑲黃旗滿洲都統         | 順治十二年十月 （1655年）                 | 出征，去世       |
| 10   | 韓岱     | 宗室       | 順治十二年正月辛丑 （1655年2月21日）      |                        | 順治十三年四月己酉 （1656年4月24日）      | 革               |
| 11   | 科爾昆   | 覺羅       | 順治十三年四月丁卯 （1656年5月12日）      | 兵部左侍郎             | 順治十七年二月丁未 （1660年4月1日）       | 降三級調任       |
| 12   | 伊圖     | 覺羅       | 順治十七年五月乙卯 （1660年6月8日）       | 兵部尚書               | 順治十八年七月辛酉 （1661年8月8日）       | 遷弘文院大學士   |
| 13   | 車克     | 滿洲鑲白旗 | 順治十八年閏七月庚辰 （1661年8月27日）    | 秘書院大学士管戶部事   | 康熙元年七月壬申 （1662年8月14日）        | 回院辦事         |
| 14   | 阿思哈   | 滿洲正黃旗 | 康熙元年七月辛卯 （1662年9月2日）         | 戶部尚書               | 康熙六年正月庚子 （1667年2月17日）        | 改鑲白旗滿洲都統 |
| 15   | 明安達禮 | 蒙古正白旗 | 康熙六年正月乙巳 （1667年2月22日）        | 兵部尚書               | 康熙六年三月辛巳 （1667年3月3日）         | 病免             |
| 16   | 阿思哈   | 滿洲正黃旗 | 康熙六年三月乙酉 （1667年4月3日）         | 兵部尚書               | 康熙八年五月庚申 （1669年6月26日）        | 鼇拜黨，革       |
| 17   | 馬希納   | 滿洲       | 康熙八年六月壬戌 （1669年6月28日）        | 戶部尚書               | 康熙九年十一月壬午 （1671年1月9日）       | 病免             |
| 18   | 對喀納   | 滿洲正黃旗 | 康熙九年十二月乙酉 （1671年1月12日）      | 文華殿大學士管刑部尚書 | 康熙十四年九月乙巳 （1675年11月7日）      | 去世             |
| 19   | 明珠     | 滿洲正黃旗 | 康熙十四年十月乙卯 （1675年11月17日）     | 兵部尚書               | 康熙十六年七月甲辰 （1677年8月27日）      | 遷武英殿大學士   |
| 20   | 吳達禮   | 滿洲正紅旗 | 康熙十六年八月戊午 （1677年9月10日）      | 禮部尚書               | 康熙二十年三月乙亥 （1681年5月9日）       | 病免             |
| 21   | 介山     | 滿洲鑲藍旗 | 康熙二十年五月庚申 （1681年6月23日）      | 刑部尚書               | 康熙二十二年二月丁丑 （1683年3月2日）     | 改禮部尚書       |
| 22   | 伊桑阿   | 滿洲正黃旗 | 康熙二十二年六月戊寅 （1683年7月1日）     | 戶部尚書               | 康熙二十四年五月己丑 （1685年7月1日）     | 改兵部尚書       |
| 23   | 達哈他   | 滿洲       | 康熙二十四年九月己卯 （1685年10月19日）   | 左都御史               | 康熙二十六年八月 （1687年）               | 去世             |
| 24   | 科爾坤   | 滿洲鑲黃旗 | 康熙二十六年九月甲申 （1687年10月14日）   | 戶部尚書               | 康熙二十七年二月壬子 （1688年3月10日）    | 解               |
| 25   | 廖旦     | 滿洲       | 康熙二十七年二月甲寅 （1688年3月12日）    | 刑部尚書               | 康熙二十七年四月戊午 （1688年5月15日）    | 休               |
| 26   | 阿蘭泰   | 滿洲鑲藍旗 | 康熙二十七年五月癸未 （1688年6月9日）     | 兵部尚書               | 康熙二十八年五月乙巳 （1689年6月26日）    | 遷武英殿大學士   |
| 27   | 鄂爾多   | 滿洲       | 康熙二十八年五月乙巳 （1689年6月26日）    | 戶部尚書               | 康熙三十年閏七月甲戌 （1691年9月13日）    | 去世             |
| 28   | 蘇赫     | 滿洲正藍旗 | 康熙三十年閏七月庚申 （1691年8月30日）    | 戶部尚書               | 康熙三十一年二月甲辰 （1692年4月10日）    | 去世             |
| 29   | 庫勒納   | 滿洲       | 康熙三十一年二月庚子 （1692年4月6日）     | 戶部尚書               | 康熙三十九年十月壬午 （1700年12月3日）    | 解               |
| 30   | 席爾達   | 滿洲鑲紅旗 | 康熙三十九年十月丁亥 （1700年12月8日）    | 禮部尚書               | 康熙四十一年九月己巳 （1702年11月10日）   | 改禮部尚書       |
| 31   | 敦拜     | 滿洲       | 康熙四十一年九月己巳 （1702年11月10日）   | 左都御史               | 康熙四十五年十月乙酉 （1706年11月5日）    | 解               |
| 32   | 溫達     | 滿洲鑲黃旗 | 康熙四十五年十月乙酉 （1706年11月5日）    | 工部尚書               | 康熙四十六年十二月丙戌 （1707年12月31日） | 遷文華殿大學士   |
| 33   | 馬爾漢   | 滿洲       | 康熙四十六年十二月丙戌 （1707年12月31日） | 兵部尚書               | 康熙四十八年正月乙未 （1709年3月4日）     | 休               |
| 34   | 富寧安   | 滿洲       | 康熙四十八年三月己亥 （1709年5月7日）     | 禮部尚書               | 康熙六十一年十二月甲子 （1722年1月19日）  | 遷武英殿大學士   |
| 35   | 隆科多   | 滿洲       | 康熙六十一年十二月甲子 （1722年1月19日）  | 理藩院尚書             | 雍正四年正月辛酉 （1726年3月1日）         | 革               |
| 36   | 遜柱     | 滿洲       | 雍正四年二月甲子 （1726年3月4日）         | 兵部尚書               | 雍正四年七月辛亥 （1726年8月18日）        | 解               |
| 37   | 查弼納   | 滿洲       | 雍正四年七月辛亥 （1726年8月18日）        | 內務府總管             | 雍正五年四月己丑 （1727年5月23日）        | 降調             |
| 38   | 福敏     | 滿洲       | 雍正五年四月己丑 （1727年5月23日）        | 左都御史               | 雍正六年四月癸卯 （1728年5月31日）        | 革               |
| 39   | 查郎阿   | 滿洲       | 雍正六年四月癸卯 （1728年5月31日）        | 左都御史               | 雍正十三年七月辛酉 （1735年9月10日）      | 遷文華殿大學士   |
| 40   | 性桂     | 滿洲       | 雍正十三年八月乙酉 （1735年10月4日）      | 兵部尚書               | 乾隆三年十一月乙亥 （1739年1月6日）       | 休               |
| 41   | 訥親     | 滿洲       | 乾隆三年十二月己卯 （1739年1月10日）      | 兵部尚書               | 乾隆十年五月戊子 （1745年6月16日）        | 遷保和殿大學士   |
| 42   | 高斌     | 滿洲       | 乾隆十年五月辛卯 （1745年6月19日）        | 直隸總督               | 乾隆十二年三月丙午 （1747年4月25日）      | 遷文淵閣大學士   |
| 43   | 來保     | 滿洲       | 乾隆十二年三月丙午 （1747年4月25日）      | 禮部尚書               | 乾隆十二年十二月庚辰 （1748年1月24日）    | 遷武英殿大學士   |
| 44   | 德沛     | 宗室       | 乾隆十二年十二月庚辰 （1748年1月24日）    | 吏部右侍郎             | 乾隆十三年七月戊戌 （1748年8月9日）       | 病免             |
| 45   | 達勒當阿 | 滿洲       | 乾隆十三年七月戊戌 （1748年8月9日）       | 刑部尚書               | 乾隆二十二年二月乙酉 （1757年4月11日）    | 革               |
| 46   | 傅森     | 滿洲       | 乾隆二十二年二月乙酉 （1757年4月11日）    | 兵部尚書               | 乾隆三十年十一月乙酉 （1765年12月25日）   | 休，改授內大臣   |
| 47   | 託恩多   | 滿洲       | 乾隆三十年十一月乙酉 （1765年12月25日）   | 兵部尚書               | 乾隆三十三年十二月庚申 （1769年1月13日）  | 革               |
| 48   | 永貴     | 滿洲       | 乾隆三十三年十二月庚申 （1769年1月13日）  | 禮部尚書               | 乾隆三十四年十月壬申 （1769年11月21日）   | 改禮部尚書       |
| 49   | 託庸     | 滿洲       | 乾隆三十四年十月壬申 （1769年11月21日）   | 兵部尚書               | 乾隆三十八年九月庚辰 （1773年11月8日）    | 休               |
| 50   | 官保     | 滿洲       | 乾隆三十八年九月庚辰 （1773年11月8日）    | 刑部尚書               | 乾隆四十一年正月己丑 （1776年3月6日）     | 休               |
| 51   | 阿桂     | 滿洲       | 乾隆四十一年正月己丑 （1776年3月6日）     | 戶部尚書               | 乾隆四十二年五月丁亥 （1777年6月27日）    | 遷武英殿大學士   |
| 52   | 永貴     | 滿洲       | 乾隆四十二年五月丁亥 （1777年6月27日）    | 禮部尚書               | 乾隆四十三年二月己酉 （1778年3月16日）    | 革               |
| 53   | 綽克託   | 滿洲       | 乾隆四十三年二月己酉 （1778年3月16日）    | 工部尚書               | 乾隆四十三年九月甲寅 （1778年11月16日）   | 革               |
| 54   | 永貴     | 滿洲       | 乾隆四十三年九月甲寅 （1778年11月16日）   | 喀什噶爾辦事大臣       | 乾隆四十八年五月丙午 （1783年6月15日）    | 去世             |
| 55   | 伍彌泰   | 蒙古       | 乾隆四十八年五月丁未 （1783年6月16日）    | 西安將軍               | 乾隆四十九年七月癸酉 （1784年9月4日）     | 遷東閣大學士     |
| 56   | 和珅     | 滿洲       | 乾隆四十九年七月癸酉 （1784年9月4日）     | 戶部尚書               | 乾隆五十一年閏七月乙未 （1786年9月16日）  | 遷文華殿大學士   |
| 57   | 福康安   | 滿洲       | 乾隆五十一年閏七月乙未 （1786年9月16日）  | 戶部尚書               | 乾隆五十七年八月癸酉 （1792年9月22日）    | 遷武英殿大學士   |
| 58   | 金簡     | 满洲       | 乾隆五十七年八月癸酉 （1792年9月22日）    | 工部尚書               | 乾隆五十九年十二月丙子 （1795年1月13日）  | 去世             |
| 59   | 保寧     | 蒙古       | 乾隆五十九年十二月丙子 （1795年1月13日）  | 伊犁將軍               | 嘉慶四年正月戊辰 （1799年2月13日）        | 遷武英殿大學士   |
| 60   | 書麟     | 滿洲       | 嘉慶四年正月戊辰 （1799年2月13日）        | 烏魯木齊都統           | 嘉慶六年四月壬戌 （1801年5月28日）        | 去世             |
| 61   | 琳寧     | 宗室       | 嘉慶六年四月戊辰 （1801年6月3日）         | 工部尚書               | 嘉慶九年六月戊辰 （1804年7月17日）        | 革               |
| 62   | 德瑛     | 滿洲       | 嘉慶九年六月戊辰 （1804年7月17日）        | 刑部尚書               | 嘉慶十一年十一月庚申 （1806年12月26日）   | 改戶部尚書       |
| 63   | 瑚圖禮   | 滿洲       | 嘉慶十一年十一月庚申 （1806年12月26日）   | 湖北巡撫               | 嘉慶十五年二月壬辰 （1810年3月12日）      | 改刑部尚書       |
| 64   | 秀林     | 滿洲       | 嘉慶十五年二月壬辰 （1810年3月12日）      | 工部尚書               | 嘉慶十五年六月甲午 （1810年7月12日）      | 降               |
| 65   | 瑚圖禮   | 滿洲       | 嘉慶十五年六月辛丑 （1810年7月19日）      | 刑部尚書               | 嘉慶十六年九月乙未 （1811年11月5日）      | 降               |
| 66   | 松筠     | 蒙古       | 嘉慶十六年九月乙未 （1811年11月5日）      | 兩廣總督               | 嘉慶十八年九月甲申 （1813年10月14日）     | 遷東閣大學士     |
| 66   | 托津     |            | 嘉慶十七年十月十四日                      |                        |                                           |                  |
| 67   | 鐵保     | 滿洲       | 嘉慶十八年九月甲申 （1813年10月14日）     | 禮部尚書               | 嘉慶十九年二月丙辰 （1814年3月15日）      | 革               |
| 68   | 英和     | 滿洲       | 嘉慶十九年二月丙辰 （1814年3月15日）      | 工部尚書               | 嘉慶二十五年十月戊子 （1820年11月10日）   | 改戶部尚書       |
| 69   | 那彥成   | 滿洲       | 嘉慶二十五年十月戊子 （1820年11月10日）   | 理藩院尚書             | 道光元年七月庚戌 （1821年7月30日）        | 改刑部尚書       |
| 70   | 松筠     | 滿洲       | 道光元年七月庚戌 （1821年7月30日）        | 兵部尚書               | 道光二年六月壬戌 （1822年8月6日）         | 降               |
| 71   | 文孚     | 滿洲       | 道光二年六月戊辰 （1822年8月12日）        | 工部尚書               | 道光十四年十一月丙戌 （1834年12月25日）   | 遷東閣大學士     |
| 72   | 穆彰阿   | 滿洲       | 道光十四年十一月丙戌 （1834年12月25日）   | 戶部尚書               | 道光十六年七月庚子 （1836年8月30日）      | 遷武英殿大學士   |
| 73   | 耆英     | 宗室       | 道光十六年七月庚子 （1836年8月30日）      | 戶部尚書               | 道光十六年九月己酉 （1836年11月7日）      | 降候补侍郎       |
| 74   | 奕經     | 宗室       | 道光十六年九月己酉 （1836年11月7日）      | 盛京將軍               | 道光二十二年十月甲午 （1842年11月21日）   | 革               |
| 75   | 恩桂     | 宗室       | 道光二十二年十月乙未 （1842年11月22日）   | 禮部尚書               | 道光二十八年二月壬子 （1848年3月12日）    | 去世             |
| 76   | 文慶     | 滿洲       | 道光二十八年二月壬子 （1848年3月12日）    | 兵部尚書               | 道光三十年七月丙辰 （1850年9月2日）       | 革               |
| 77   | 柏葰     | 蒙古       | 道光三十年七月丙辰 （1850年9月2日）       | 兵部尚書               | 咸豐四年十月丙辰 （1854年12月10日）       | 降左副都御史     |
| 78   | 花沙納   | 蒙古       | 咸豐四年十月丙辰 （1854年12月10日）       | 工部尚書               | 咸豐九年十二月壬寅 （1859年12月30日）     | 去世             |
| 79   | 全慶     | 滿洲       | 咸豐九年十二月壬寅 （1859年12月30日）     | 兵部尚書               | 同治元年二月庚申 （1862年3月7日）         | 降四級調任       |
| 80   | 瑞常     | 蒙古       | 同治元年二月辛酉 （1862年3月8日）         | 戶部尚書               | 同治五年二月乙巳 （1866年3月31日）        | 調工部尚書       |
| 81   | 文祥     | 滿洲       | 同治五年二月乙巳 （1866年3月31日）        | 工部尚書               | 同治十一年六月甲子 （1872年7月16日）      | 遷體仁閣大學士   |
| 82   | 寶鋆     | 滿洲       | 同治十一年六月甲子 （1872年7月16日）      | 戶部尚書               | 同治十三年八月癸酉 （1874年9月13日）      | 調兵部尚書       |
| 83   | 英桂     | 滿洲       | 同治十三年八月癸酉 （1874年9月13日）      | 兵部尚書               | 光緒三年正月癸亥 （1877年2月19日）        | 遷體仁閣大學士   |
| 84   | 載齡     | 宗室       | 光緒三年正月癸亥 （1877年2月19日）        | 戶部尚書               | 光緒四年五月庚戌 （1878年6月1日）         | 遷體仁閣大學士   |
| 85   | 靈桂     | 宗室       | 光緒四年五月辛亥 （1878年6月2日）         | 禮部尚書               | 光緒七年十月癸酉 （1881年12月5日）        | 遷體仁閣大學士   |
| 86   | 賡壽     | 滿洲       | 光緒七年十月癸酉 （1881年12月5日）        | 兵部尚書               | 光緒十年八月癸未 （1884年9月30日）        | 去世             |
| 87   | 恩承     | 滿洲       | 光緒十年八月乙酉 （1884年10月2日）        | 刑部尚書               | 光緒十一年十一月癸亥 （1886年1月3日）     | 遷體仁閣大學士   |
| 88   | 崇綺     | 蒙古       | 光緒十一年十一月癸亥 （1886年1月3日）     | 戶部尚書               | 光緒十二年二月乙亥 （1886年3月16日）      | 病免             |
| 89   | 錫珍     | 蒙古       | 光緒十二年二月乙亥 （1886年3月16日）      | 刑部尚書               | 光緒十五年九月丙辰 （1889年10月7日）      | 去世             |
| 90   | 麟書     | 宗室       | 光緒十五年九月丙辰 （1889年10月7日）      | 刑部尚書               | 光緒二十一年六月乙酉 （1895年8月6日）     | 遷文淵閣大學士   |
| 91   | 熙敬     | 滿洲       | 光緒二十一年六月庚寅 （1895年8月11日）    | 戶部尚書               | 光緒二十六年三月己未 （1900年4月16日）    | 去世             |
| 92   | 剛毅     | 滿洲       | 光緒二十六年三月庚申 （1900年4月17日）    | 兵部尚書               | 光緒二十六年九月庚子 （1900年11月13日）   | 革，已死         |
| 93   | 敬信     | 宗室       | 光緒二十六年九月癸酉 （1900年10月27日）   | 戶部尚書               | 光緒二十九年八月壬申 （1903年10月11日）   | 遷體仁閣大學士   |
| 94   | 世續     | 滿洲       | 光緒二十九年八月壬申 （1903年10月11日）   | 禮部尚書               | 光緒三十一年六月己未 （1905年7月19日）    | 遷體仁閣大學士   |
| 95   | 奎俊     | 滿洲       | 光緒三十一年六月己未 （1905年7月19日）    | 刑部尚書               | 光緒三十二年九月甲寅 （1906年11月6日）    | 裁撤滿尚書       |
| 序号 | 姓名     | 籍贯       | 上任时间                                  | 任前职务               | 卸任时间                                  | 卸任原因         |

## 吏部汉尚书
| 序号 | 姓名   | 籍贯       | 上任时间                                  | 任前职务             | 卸任时间                                  | 卸任原因           |
| ---- | ------ | ---------- | ----------------------------------------- | -------------------- | ----------------------------------------- | ------------------ |
| 1    | 陳名夏 | 江南溧阳   | 顺治五年七月丁丑 （1648年9月1日）         | 吏部左侍郎           | 顺治八年七月己亥 （1651年10月1日）        | 遷弘文院大學士     |
| 2    | 高爾儼 | 直隶静海   | 順治八年八月己酉 （1651年9月18日）        | 右都御史管吏部左侍郎 | 順治十年二月甲辰 （1653年3月6日）         | 病休               |
| 3    | 成克鞏 | 直隶大名   | 順治十年四月己未 （1653年5月20日）        | 吏部左侍郎           | 順治十年閏六月乙亥 （1653年8月4日）       | 遷秘書院大學士     |
| 4    | 金之俊 | 江南吴江   | 順治十年閏六月乙亥 （1653年8月4日）       | 左都御史             | 順治十年十一月丙辰 （1654年1月12日）      | 調用               |
| 5    | 劉正宗 | 山东安丘   | 順治十年十一月丙辰 （1654年1月12日）      | 弘文院大學士         | 順治十二年三月乙巳 （1655年4月26日）      | 回內院辦事         |
| 6    | 王永吉 | 江南高邮   | 順治十二年三月庚戌 （1655年5月1日）       | 國史院管院學士       | 順治十五年四月辛卯 （1658年5月26日）      | 降五級調用         |
| 7    | 衛周祚 | 山西曲沃   | 順治十五年五月癸卯 （1658年6月7日）       | 工部尚書             | 順治十五年五月癸亥 （1658年6月27日）      | 遷弘文院大學士     |
| 8    | 孫廷銓 | 山东益都   | 順治十五年六月丁卯 （1658年7月1日）       | 戶部尚書             | 康熙二年五月丙子 （1663年6月14日）        | 遷秘書院大學士     |
| 9    | 魏裔介 | 直隶柏乡   | 康熙二年五月戊子 （1663年6月26日）        | 左都御史             | 康熙三年十一月丁未 （1665年1月5日）       | 遷秘書院大學士     |
| 10   | 杜立德 | 直隶宝坻   | 康熙三年十一月丁未 （1665年1月5日）       | 戶部尚書             | 康熙八年四月癸酉 （1669年5月10日）        | 遷國史院大學士     |
| 11   | 黃機   | 浙江钱塘   | 康熙八年四月庚辰 （1669年5月17日）        | 戶部尚書             | 康熙十一年二月丁丑 （1672年2月28日）      | 葬假               |
| 12   | 郝惟訥 | 直隶霸州   | 康熙十一年二月丁亥 （1672年3月9日）       | 戶部尚書             | 康熙十九年十一月癸酉 （1681年1月7日）     | 憂免               |
| 13   | 黃機   | 浙江钱塘   | 康熙十九年十一月癸酉 （1681年1月7日）     | 刑部尚書             | 康熙二十一年十月己丑 （1682年11月14日）   | 遷文華殿大學士     |
| 14   | 宋德宜 | 江南长洲   | 康熙二十一年十月丁酉 （1682年11月22日）   | 兵部尚書             | 康熙二十三年七月乙亥 （1684年8月21日）    | 遷文華殿大學士     |
| 15   | 李之芳 | 山东武定   | 康熙二十三年八月辛亥 （1684年9月26日）    | 兵部尚書             | 康熙二十六年九月壬午 （1687年10月12日）   | 遷文華殿大學士     |
| 16   | 陳廷敬 | 山西阳城   | 康熙二十六年九月戊子 （1687年10月18日）   | 戶部尚書             | 康熙二十七年五月己卯 （1688年6月5日）     | 病免               |
| 17   | 張士甄 | 直隶通州   | 康熙二十七年五月癸未 （1688年6月9日）     | 禮部尚書             | 康熙三十年五月乙巳 （1691年6月16日）      | 降三級調任         |
| 18   | 李天馥 | 安徽合肥   | 康熙三十年六月乙卯 （1691年6月26日）      | 兵部尚書             | 康熙三十一年十月庚辰 （1692年11月7日）    | 遷武英殿大學士     |
| 19   | 熊賜履 | 湖北孝感   | 康熙三十一年十月癸巳 （1692年11月25日）   | 禮部尚書             | 康熙三十八年十一月己亥 （1699年12月25日） | 遷東閣大學士       |
| 20   | 陳廷敬 | 山西阳城   | 康熙三十八年十一月己亥 （1699年12月25日） | 戶部尚書             | 康熙四十二年四月丙申 （1703年6月5日）     | 遷文淵閣大學士     |
| 21   | 李光地 | 福建安溪   | 康熙四十二年四月戊戌 （1703年6月7日）     | 直隸巡撫             | 康熙四十四年十一月己巳 （1705年12月24日） | 遷文淵閣大學士     |
| 22   | 宋犖   | 河南商丘   | 康熙四十四年十一月己巳 （1705年12月24日） | 江蘇巡撫             | 康熙四十七年閏三月庚子 （1708年5月13日）  | 休                 |
| 23   | 徐潮   | 浙江钱塘   | 康熙四十七年四月己酉 （1708年5月22日）    | 戶部尚書             | 康熙四十九年二月丁酉 （1710年3月1日）     | 休                 |
| 24   | 蕭永藻 | 汉军镶白旗 | 康熙四十九年四月乙巳 （1710年5月8日）     | 兵部尚書             | 康熙四十九年十一月乙巳 （1711年1月3日）   | 遷文華殿大學士     |
| 25   | 桑額   | 汉军镶蓝旗 | 康熙四十九年十一月乙卯 （1711年1月13日）  | 漕運總督             | 康熙五十一年四月丙子 （1712年5月28日）    | 去世               |
| 26   | 吳一蜚 | 江苏长洲   | 康熙五十一年四月丙子 （1712年5月28日）    | 刑部尚書             | 康熙五十二年五月丙戌 （1713年6月2日）     | 去世               |
| 27   | 張鵬翮 | 四川遂宁   | 康熙五十二年十月丙子 （1713年11月19日）   | 戶部尚書             | 雍正元年二月壬子 （1723年3月8日）         | 遷文華殿大學士     |
| 28   | 田從典 | 山西阳城   | 雍正元年九月壬午 （1723年10月4日）        | 戶部尚書             | 雍正三年四月辛卯 （1725年6月4日）         | 遷文華殿大學士     |
| 29   | 蔡珽   | 汉军正白旗 | 雍正三年九月甲寅 （1725年10月25日）       | 兵部尚書             | 雍正四年七月辛亥 （1726年8月18日）        | 解，管兵部         |
| 30   | 楊名時 | 江南江陰   | 雍正四年七月辛亥 （1726年8月18日）        | 雲貴總督管雲南巡撫   | 雍正五年閏三月戊辰 （1727年5月2日）       | 解                 |
| 31   | 宜兆熊 | 汉军正白旗 | 雍正五年閏三月戊辰 （1727年5月2日）       | 直隸總督             | 雍正六年四月丁亥 （1728年5月15日）        | 降調               |
| 32   | 嵇曾筠 | 江南长洲   | 雍正六年四月乙巳 （1728年6月2日）         | 兵部尚書             | 雍正十一年四月乙卯 （1733年5月17日）      | 遷文華殿大學士     |
| 33   | 勵廷儀 | 直隶静海   | 雍正九年九月戊寅 （1731年10月18日）       | 刑部尚書             | 雍正十年五月丁丑 （1732年6月13日）        | 去世               |
| 34   | 劉於義 | 江苏武进   | 雍正十一年四月乙卯 （1733年5月17日）      | 刑部尚書             | 乾隆三年四月丙戌 （1738年5月22日）        | 解                 |
| 35   | 孫嘉淦 | 山西兴县   | 乾隆三年四月己丑 （1738年5月25日）        | 刑部尚書             | 乾隆三年十月丁酉 （1738年11月29日）       | 署直隸總督，旋授   |
| 36   | 甘汝來 | 江西奉新   | 乾隆三年十月甲辰 （1738年12月6日）        | 兵部尚書             | 乾隆四年七月丙寅 （1739年8月25日）        | 去世               |
| 37   | 郝玉麟 | 汉军镶黄旗 | 乾隆四年七月丙寅 （1739年8月25日）        | 閩浙總督             | 乾隆五年八月丙寅 （1740年10月18日）       | 降二級調任         |
| 38   | 楊超曾 | 湖南武陵   | 乾隆五年九月癸酉 （1740年10月25日）       | 兵部尚書             | 乾隆七年正月壬戌 （1742年2月6日）         | 憂免               |
| 39   | 史貽直 | 江苏溧阳   | 乾隆七年正月壬戌 （1742年2月6日）         | 兵部尚書             | 乾隆九年正月辛巳 （1744年2月15日）        | 遷文淵閣大學士     |
| 40   | 劉於義 | 江苏武进   | 乾隆九年正月辛巳 （1744年2月15日）        | 戶部尚書             | 乾隆十三年三月乙未 （1748年4月8日）       | 去世               |
| 41   | 陳大受 | 湖南祁阳   | 乾隆十三年四月乙卯 （1748年4月28日）      | 兵部尚書             | 乾隆十五年正月丁未 （1750年2月9日）       | 改兩廣總督         |
| 42   | 梁詩正 | 浙江钱塘   | 乾隆十五年正月丁未 （1750年2月9日）       | 兵部尚書             | 乾隆十七年九月庚辰 （1752年10月29日）     | 乞養               |
| 43   | 孫嘉淦 | 山西兴县   | 乾隆十七年九月庚辰 （1752年10月29日）     | 工部尚書             | 乾隆十八年十二月丁亥 （1753年12月30日）   | 去世               |
| 44   | 黃廷桂 | 汉军镶红旗 | 乾隆十八年十二月庚寅 （1754年1月2日）     | 四川總督             | 乾隆二十年五月辛卯 （1755年6月27日）      | 遷武英殿大學士     |
| 45   | 王安國 | 江南高邮   | 乾隆二十年五月辛卯 （1755年6月27日）      | 禮部尚書             | 乾隆二十一年十一月壬戌 （1757年1月18日）  | 休                 |
| 46   | 汪由敦 | 安徽休宁   | 乾隆二十二年正月甲辰 （1757年3月1日）     | 工部尚書             | 乾隆二十三年正月己酉 （1758年3月1日）     | 去世               |
| 47   | 劉統勳 | 山东诸城   | 乾隆二十三年正月壬子 （1758年3月4日）     | 刑部尚書             | 乾隆二十六年五月丁未 （1761年6月11日）    | 遷東閣大學士       |
| 48   | 梁詩正 | 浙江钱塘   | 乾隆二十六年五月丁未 （1761年6月11日）    | 兵部尚書             | 乾隆二十八年六月壬寅 （1763年7月26日）    | 遷東閣大學士       |
| 49   | 陳宏謀 | 廣西臨桂   | 乾隆二十八年六月壬寅 （1763年7月26日）    | 兵部尚書署湖廣總督   | 乾隆三十二年三月辛巳 （1767年4月15日）    | 遷東閣大學士       |
| 50   | 劉綸   | 江苏武进   | 乾隆三十二年三月辛巳 （1767年4月15日）    | 服闕戶部尚書         | 乾隆三十六年二月辛卯 （1771年4月4日）     | 遷文淵閣大學士     |
| 51   | 程景伊 | 江南武进   | 乾隆三十六年二月辛卯 （1771年4月4日）     | 刑部尚書             | 乾隆四十四年十二月己巳 （1780年1月25日）  | 遷文淵閣大學士     |
| 52   | 嵇璜   | 江南长洲   | 乾隆四十四年十二月己巳 （1780年1月25日）  | 工部尚書             | 乾隆四十五年九月戊寅 （1780年9月30日）    | 遷文淵閣大學士     |
| 53   | 蔡新   | 福建漳浦   | 乾隆四十五年九月戊寅 （1780年9月30日）    | 兵部尚書             | 乾隆四十八年七月乙卯 （1783年8月23日）    | 遷文華殿大學士     |
| 54   | 劉墉   | 山东诸城   | 乾隆四十八年七月乙卯 （1783年8月23日）    | 工部尚書             | 乾隆五十四年三月乙丑 （1789年4月3日）     | 降侍郎，授內閣學士 |
| 55   | 彭元瑞 | 江西南昌   | 乾隆五十四年三月乙丑 （1789年4月3日）     | 兵部尚書             | 乾隆五十六年四月丁卯 （1791年5月25日）    | 降禮部右侍郎       |
| 56   | 孫士毅 | 浙江仁和   | 乾隆五十六年四月丁卯 （1791年5月25日）    | 兩江總督             | 乾隆五十七年八月癸酉 （1792年9月22日）    | 遷文淵閣大學士     |
| 57   | 劉墉   | 山东诸城   | 乾隆五十七年八月癸酉 （1792年9月22日）    | 禮部尚書             | 嘉慶二年三月癸亥 （1797年4月19日）        | 遷體仁閣大學士     |
| 58   | 沈初   | 浙江平湖   | 嘉慶二年三月癸亥 （1797年4月19日）        | 兵部尚書             | 嘉慶二年八月丙辰 （1797年10月9日）        | 改戶部尚書         |
| 59   | 朱珪   | 顺天大兴   | 嘉慶二年八月丙辰 （1797年10月9日）        | 兵部尚書             | 嘉慶四年十月壬辰 （1799年11月4日）        | 改戶部尚書         |
| 60   | 劉權之 | 湖南长沙   | 嘉慶四年十月壬辰 （1799年11月4日）        | 左都御史             | 嘉慶九年六月戊辰 （1804年7月17日）        | 調兵部尚書         |
| 61   | 費淳   | 浙江钱塘   | 嘉慶九年六月戊辰 （1804年7月17日）        | 兵部尚書             | 嘉慶十二年正月丙午 （1807年2月10日）      | 遷體仁閣大學士     |
| 62   | 鄒炳泰 | 江苏无锡   | 嘉慶十二年正月丙午 （1807年2月10日）      | 兵部尚書             | 嘉慶十八年九月庚辰 （1813年10月10日）     | 降                 |
| 63   | 曹振鏞 | 安徽歙县   | 嘉慶十八年九月庚辰 （1813年10月10日）     | 戶部尚書             | 嘉慶十八年九月甲申 （1813年10月14日）     | 遷體仁閣大學士     |
| 64   | 章煦   | 浙江钱塘   | 嘉慶十八年九月甲申 （1813年10月14日）     | 工部尚書             | 嘉慶二十一年閏六月壬寅 （1816年8月17日）  | 調禮部尚書         |
| 65   | 戴均元 | 江西大庾   | 嘉慶二十一年閏六月壬寅 （1816年8月17日）  | 禮部尚書             | 嘉慶二十五年二月癸卯 （1820年3月30日）    | 遷文淵閣大學士     |
| 66   | 吳璥   | 浙江钱塘   | 嘉慶二十五年二月癸卯 （1820年3月30日）    | 前刑部尚書           | 嘉慶二十五年九月壬戌 （1820年10月15日）   | 督辦儀封大工       |
| 67   | 劉鐶之 | 山东诸城   | 嘉慶二十五年九月壬戌 （1820年10月15日）   | 兵部尚書             | 道光元年十二月癸巳 （1822年1月9日）       | 去世               |
| 68   | 盧蔭溥 | 山东德州   | 道光元年十二月癸巳 （1822年1月9日）       | 工部尚書             | 道光十年九月戊寅 （1830年11月8日）        | 遷體仁閣大學士     |
| 69   | 湯金釗 | 浙江萧山   | 道光十年九月戊寅 （1830年11月8日）        | 禮部尚書             | 道光十一年五月丙寅 （1831年6月24日）      | 降兵部右侍郎       |
| 70   | 潘世恩 | 江苏吴县   | 道光十一年五月丙寅 （1831年6月24日）      | 工部尚書             | 道光十三年四月己酉 （1833年5月27日）      | 遷體仁閣大學士     |
| 71   | 朱士彥 | 江苏宝应   | 道光十三年四月己酉 （1833年5月27日）      | 工部尚書             | 道光十四年二月丙申 （1834年3月10日）      | 乞養               |
| 72   | 湯金釗 | 浙江萧山   | 道光十四年二月辛酉 （1834年4月4日）       | 工部尚書             | 道光十八年五月癸丑 （1838年7月11日）      | 改戶部尚書         |
| 73   | 朱士彥 | 江苏宝应   | 道光十八年五月癸丑 （1838年7月11日）      | 兵部尚書             | 道光十八年九月乙丑 （1838年11月13日）     | 去世               |
| 74   | 湯金釗 | 浙江萧山   | 道光十八年九月乙丑 （1838年11月13日）     | 戶部尚書             | 道光二十一年閏三月丙寅 （1841年5月2日）   | 降四級調任         |
| 75   | 卓秉恬 | 四川华阳   | 道光二十一年閏三月丙寅 （1841年5月2日）   | 戶部尚書             | 道光二十四年十二月戊申 （1845年1月23日）  | 遷體仁閣大學士     |
| 76   | 陳官俊 | 山东潍县   | 道光二十四年十二月戊申 （1845年1月23日）  | 工部尚書             | 道光二十九年七月戊戌 （1849年8月20日）    | 去世               |
| 77   | 賈楨   | 山东黄县   | 道光二十九年七月戊戌 （1849年8月20日）    | 禮部尚書             | 咸豐四年十一月庚寅 （1855年1月13日）      | 遷體仁閣大學士     |
| 78   | 翁心存 | 江苏常熟   | 咸豐四年十一月庚寅 （1855年1月13日）      | 兵部尚書             | 咸豐六年十一月癸酉 （1856年12月16日）     | 改戶部尚書         |
| 79   | 周祖培 | 河南商城   | 咸豐六年十一月癸酉 （1856年12月16日）     | 兵部尚書             | 咸豐九年二月乙卯 （1859年3月18日）        | 改戶部尚書         |
| 80   | 賈楨   | 山东黄县   | 咸豐九年二月乙卯 （1859年3月18日）        | 大學士               | 咸豐九年五月乙未 （1859年6月26日）        | 遷體仁閣大學士     |
| 81   | 許乃普 | 浙江钱塘   | 咸豐九年五月乙未 （1859年6月26日）        | 工部尚書             | 咸豐十年九月甲午 （1860年10月17日）       | 病免               |
| 82   | 陳孚恩 | 江西新城   | 咸豐十年九月甲午 （1860年10月17日）       | 兵部尚書             | 咸豐十一年十月壬戌 （1861年11月9日）      | 革                 |
| 83   | 朱鳳標 | 浙江萧山   | 咸豐十一年十月癸亥 （1861年11月10日）     | 兵部尚書             | 同治七年三月乙亥 （1868年4月19日）        | 遷體仁閣大學士     |
| 84   | 單懋謙 | 湖北襄阳   | 同治七年三月丙子 （1868年4月20日）        | 工部尚書             | 同治十一年八月庚申 （1872年9月10日）      | 遷體仁閣大學士     |
| 85   | 毛昶熙 | 河南参陟   | 同治十一年八月庚申 （1872年9月10日）      | 工部尚書             | 光緒四年五月戊辰 （1878年6月10日）        | 憂免               |
| 86   | 萬青藜 | 江西德化   | 光緒四年五月戊辰 （1878年6月10日）        | 禮部尚書             | 光緒八年正月辛亥 （1882年3月13日）        | 休                 |
| 87   | 李鴻藻 | 直隶高阳   | 光緒八年正月辛亥 （1882年3月13日）        | 兵部尚書             | 光緒十年三月戊子 （1884年4月8日）         | 降二級調任         |
| 88   | 徐桐   | 汉军正蓝旗 | 光緒十年三月庚寅 （1884年4月10日）        | 禮部尚書             | 光緒二十二年十月己丑 （1896年12月2日）    | 遷體仁閣大學士     |
| 89   | 李鴻藻 | 直隶高阳   | 光緒二十二年十月辛卯 （1896年12月3日）    | 禮部尚書             | 光緒二十三年七月庚寅 （1897年7月31日）    | 去世               |
| 90   | 孫家鼐 | 安徽寿州   | 光緒二十三年七月壬辰 （1897年8月2日）     | 禮部尚書             | 光緒二十五年十一月戊辰 （1899年12月26日） | 病免               |
| 91   | 徐郙   | 江苏嘉定   | 光緒二十五年十一月己巳 （1899年12月27日） | 兵部尚書             | 光緒二十七年三月癸巳 （1901年5月15日）    | 調禮部尚書         |
| 92   | 孫家鼐 | 安徽寿州   | 光緒二十七年三月癸巳 （1901年5月15日）    | 禮部尚書             | 光緒二十七年十二月甲寅 （1902年1月31日）  | 遷體仁閣大學士     |
| 93   | 張百熙 | 湖南长沙   | 光緒二十七年十二月乙卯 （1902年2月1日）   | 刑部尚書             | 光緒三十一年四月丙午 （1905年5月7日）     | 改戶部尚書         |
| 94   | 鹿傳霖 | 直隶定兴   | 光緒三十一年四月丙午 （1905年5月7日）     | 戶部尚書署理工部尚書 | 光緒三十二年九月甲寅 （1906年11月6日）    | 裁撤漢尚書         |
| 序号 | 姓名   | 籍贯       | 上任时间                                  | 任前职务             | 卸任时间                                  | 卸任原因           |

## 吏部尚书
光緒三十二年九月二十日（1906年11月6日）改組，次日全部任命，各部各設尚書一員，不分滿漢。
| 序号 | 姓名   | 籍贯 | 上任时间                               | 任前职务       | 卸任时间                               | 卸任原因       |
| ---- | ------ | ---- | -------------------------------------- | -------------- | -------------------------------------- | -------------- |
| 1    | 鹿傳霖 |      | 光緒三十二年九月乙卯 （1906年11月7日） |                | 光緒三十三年五月己亥 （1907年6月19日） | 改專任軍機大臣 |
| 2    | 陸潤庠 |      | 光緒三十三年五月己亥 （1907年6月19日） | 裁缺工部尚書   | 宣統元年十一月丙寅 （1910年1月1日）    | 遷體仁閣大學士 |
| 3    | 李殿林 |      | 宣統元年十一月丁卯 （1910年1月2日）    | 正黃旗漢軍都統 | 宣統三年四月辛亥 （1911年5月8日）      | 裁撤           |
| 序号 | 姓名   | 籍贯 | 上任时间                               | 任前职务       | 卸任时间                               | 卸任原因       |